# Macroteleia rima
Macroteleia rima är en stekelart som beskrevs av Muesebeck 1977. Macroteleia rima ingår i släktet Macroteleia och familjen Scelionidae. Inga underarter finns listade i Catalogue of Life.